# تور آتلي أندرسن
تور آتلي أندرسن (بالنرويجية البوكمول: Tor Atle Andersen)‏ هو موسيقي نرويجي، ولد في 24 مايو 1980.